# Ascar
En el universo ficticio del escritor británico J. R. R. Tolkien, el río Ascar es más septentrional de los afluentes del Gelion en Ossiriand.

## Etimología y significado del nombre
Su nombre significa «precipitado», «impetuoso».

## Geografía ficticia
Nace en las Ered Luin, en las estribaciones meridonales del monte Dolmed y vuelca sus aguas hacia el oeste para unirse al Gelion unas pocas millas más al sur del vado de Sarn Athrad. El Camino de los Enanos corre paralelo al río desde su nacimiento hasta el vado.

## Historia
Después de la Batalla de Sarn Athrad, Beren, hundió el Silmaril junto al Nauglamír para lavar, en sus aguas, la sangre de los enanos de Nogrod; a partir de ese momento el río se llamó Rathlóriel, («El Lecho de Oro»).